# Muscle aryténoïdien transverse
Le muscle aryténoïdien transverse (ou muscle ary-aryténoïdien transverse ou muscle interaryténoïdien transverse) est un muscle impair du larynx.

## Description
Le muscle aryténoïdien transverse est constitué du plan antérieur du muscle ary-aryténoïdien.
Il a une forme quadrilatère constituée de fibres tendues horizontalement entre les bords latéraux et les faces postérieures des deux cartilages aryténoïdes.

## Fonction
Le muscle aryténoïdien transverse participe à l’adduction des plis vocaux et à constriction de la glotte. 

## Innervation
Le muscle aryténoïdien est innervé par le nerf laryngé récurrent.